# Военный переворот в Грузии (1991—1992)
Военный переворот в Грузии (1991—1992), также известный как Тбилисская война или путч 1991—1992 — внутренний военный конфликт, который имел место с 20 декабря 1991 года по 6 января 1992 года в Грузии, незадолго до этого получившей независимость после распада СССР.
В результате действий, предпринятых президентом Звиадом Гамсахурдией, после двух недель ожесточённых столкновений в центре Тбилиси, конфликт окончился изгнанием главы государства из страны. Проспект Руставели, главная улица грузинской столицы, серьезно пострадал в ходе конфликта, который в основном заключался в осаде здания парламента Грузии.
Государственный переворот положил начало гражданской войне с участием советской (позже — российской) армии, продолжавшейся до 1993 года. После падения режима Гамсахурдии Военный совет во главе с Тенгизом Китовани и Джабой Иоселиани пришёл к власти в Тбилиси и обеспечил возвращение Эдуарда Шеварднадзе, последнего министра иностранных дел СССР, чтобы передать ему власть.

## Историческая справка

### Распад Советского Союза
Грузия стала одной из 15 республик в составе СССР после советизации в 1921 году. Несмотря на «де-юре» статус суверенного государства Грузинской ССР, в 1970-е годы у грузин появились националистические чувства. Большие экономические проблемы, диктаторский характер правительства и подавление националистических символов привели к нескольким протестным акциям в Грузии, кульминацией которых стала события на проспекте Руставели 9 апреля 1989 года, когда протесты в Тбилиси были подавлены властями. Погиб 21 человек, основные лидеры оппозиции были арестованы, в том числе Звиад Гамсахурдия.
События в Тбилиси 9 апреля 1989 года в сочетании с выводом советских войск из Афганистана и падением железного занавеса привела к тому, что страны Балтии провозгласили свою независимость в 1990 году. Вскоре советские власти под давлением массовых волнений разрешили демократические выборы в октябре 1990 года.

### Этнические конфликты
Рост грузинского национализма привёл к возрождению межэтнической напряженности с некоторыми меньшинствами внутри грузинского государства, в первую очередь, в Абхазской АССР и Юго-Осетинской автономной области. Коммунистическое движение «Адамон Нихас» в Южной Осетии начало требовать от Тбилиси большей автономии ещё в конце 1980-х годов. Запрос был отклонён центральным правительством в ноябре 1989 года. Напряжённость между грузинскими националистами и осетинскими коммунистами возрастала до тех пор, пока в Цхинвали в сентябре 1990 года не была провозглашена декларация о суверенитете, после чего Тбилиси в ответ полностью отменил местную автономию и направил военную группировку для умиротворения региона.
Президентство Гамсахурдия только обострило конфликт, особенно после начала распространения приписанного ему лозунга «Грузия для грузин». В январе 1991 года милитаризация конфликта разделила Цхинвали на две части, что привело к гражданской войне, которая длилась до июня 1992 года и привела к созданию сепаратистской Республики Южная Осетия.
Между тем в Абхазии усиливалась межнациональная рознь. Ещё в 1989 году жестокие столкновения между грузинскими и абхазскими националистами привели к определенному разделению, которое переросло в «войну законов» между законодательными органами Тбилиси и Автономной Советской Социалистической Республики Абхазия.

### Преследования оппозиции

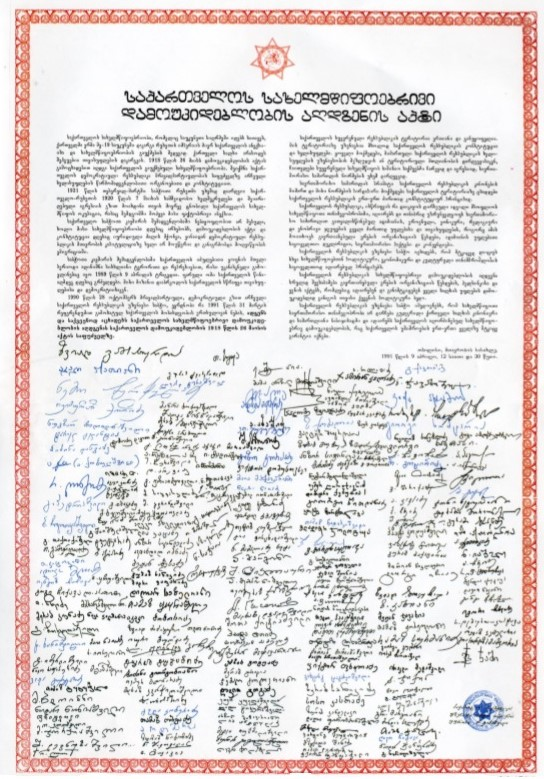
Акт о восстановлении независимости Грузии, подписанный 9 апреля 1991 года.

9 апреля 1991 года, через два года после тбилисской трагедии и через десять дней после в значительной степени победного референдума по этому вопросу, Верховный совет Грузии объявил независимость страны и назначил Звиада Гамсахурдия, известного диссидента и представителя местного национализма в качестве временного президента. Последний в конечном итоге был избран президентом, набрав 86 % голосов на выборах, в которых 26 мая приняли участие 83 %. Однако его президентство началось с серьёзного противодействия политических оппонентов, в частности, из-за больших президентских полномочий, предоставленных ему парламентом, в том числе:
- Право вето в отношении любого закона, одобренного парламентом;
- Объявление войны и право объявлять военное положение;
- Полномочия по назначению премьер-министра, председательствующего судьи Верховного суда, генерального прокурора и главнокомандующего вооружёнными силами;
- Полный иммунитет

Уже в октябре 1990 года, когда националистическое движение Гамсахурдии находилось у власти в Тбилиси «де-юре» под юрисдикцией Советского Союза, новое правительство приступило к закрытию большинства газет, поддерживающих Коммунистическую партию. Журнал «Молодежь Грузии», базирующийся в Тбилиси, также был закрыт 3 апреля 1991 года из-за обвинений Гамсахурдии в сотрудничестве с КГБ СССР. Общественное телевидение, находящееся под контролем националистов, отменило все передачи, не поддерживающие платформу Гамсахурдии, и в декабре 1990 года 60 членов ополчения Мхедриони в ответ объявили голодовку.
После обретения независимости политические преследования только усилились. Независимая газета «Иберия» была насильственно изгнана из своей штаб-квартиры в мае 1991 года. Журналистов исключали из пресс-конференций, а общественное телевидение часто обвиняло своих конкурентов в том, что они служат Москве, в то время как Тбилиси использовал угрозы убийством и ложное уголовное расследование в отношении репортёров-ведущих новостей. Международная пресса также подвергалась серьёзным репрессиям.
Гамсахурдия преследовал и нескольких политических оппонентов. В феврале 1991 года были арестованы десять членов Национально-демократической партии (НДП) в Кахети и 56 членов ополчения Мхедриони, включая его лидера Джабу Иоселиани. 18 августа три министра, в том числе премьер-министр Тенгиз Сигуа, ушли в отставку со своих постов и присоединились к оппозиции, обвинив президента в том, что он стал «тоталитарным демагогом». Всего через несколько месяцев после обретения независимости столица погрузилась в хаос.

## Предшествующие события

### Уход Китовани

Китовани в ущелье Ркони после мятежа.

В январе 1991 года Звиад Гамсахурдия подписал указ о создании Национальной гвардии Грузии, предшественника будущих вооружённых сил Грузии, находящейся под юрисдикцией нового Министерства внутренних дел. Во главе гвардии он назначил Тенгиза Китовани, недавно избранного в Верховный Совет Грузии вместе с партией Гамсахурдии, с миссией набрать 20 000 боеспособных солдат. В феврале министерство, пытаясь объединить несколько военизированных организаций, действующих по всей стране, с помощью советских войск посадило в тюрьму Джабу Иоселиани, бывшего криминального авторитета, возглавлявшего ультранационалистическую организацию Мхедриони.
Китовани отличился в Южной Осетии, совершив несколько нападений на районы, не подконтрольные Тбилиси в период с февраля по июнь 1991 года. Однако летом того же года ситуация резко изменилась.
19 августа Гамсахурдия возглавил министерства иностранных дел и юстиции после отставки нескольких руководителей правительства. Попытка путча в Москве на следующий день вызвала новую публичную полемику с явными слухами о том, что Гамсахурдия поддерживает радикальных лидеров государственного переворота, которые ходят по Тбилиси, что вынудило Китовани к несогласию. Вскоре российское информационное агентство «Интерфакс» опубликовало статью, в которой утверждалось, что президент Грузии готовится разоружить Национальную гвардию, чтобы интегрировать её в Советскую армию, однако официальный Тбилиси вскоре опроверг это заявление. 23 августа Гамсахурдия издал указ президента об упразднении должности командира Национальной гвардии, увольнении Китовани и передаче войск полностью в ведение Министерства внутренних дел.
Тенгиз Китовани, выступая против этого решения, покинул Тбилиси и разбил лагерь в ущелье Ркони, примерно в 40 км к северу от столицы, за ним последовало около 15 000 вооружённых людей. Вскоре к нему присоединились Тенгиз Сигуа и бывший министр иностранных дел Георгий Хоштария. В ответ Гамсахурдия запретил Коммунистическую партию, в которую на тот момент входило 60 членов парламента.
Чтобы успокоить ситуацию, Тбилиси преобразовал местное бюро КГБ в Департамент национальной безопасности, который через несколько недель стал министерством. Был также создан Совет национальной безопасности, доказавший, что Гамсахурдия хотел видеть военную инфраструктуру, независимую от Москвы. Однако ни одна из этих реформ не успокоила Китовани и его союзников.

### Чрезвычайное положение

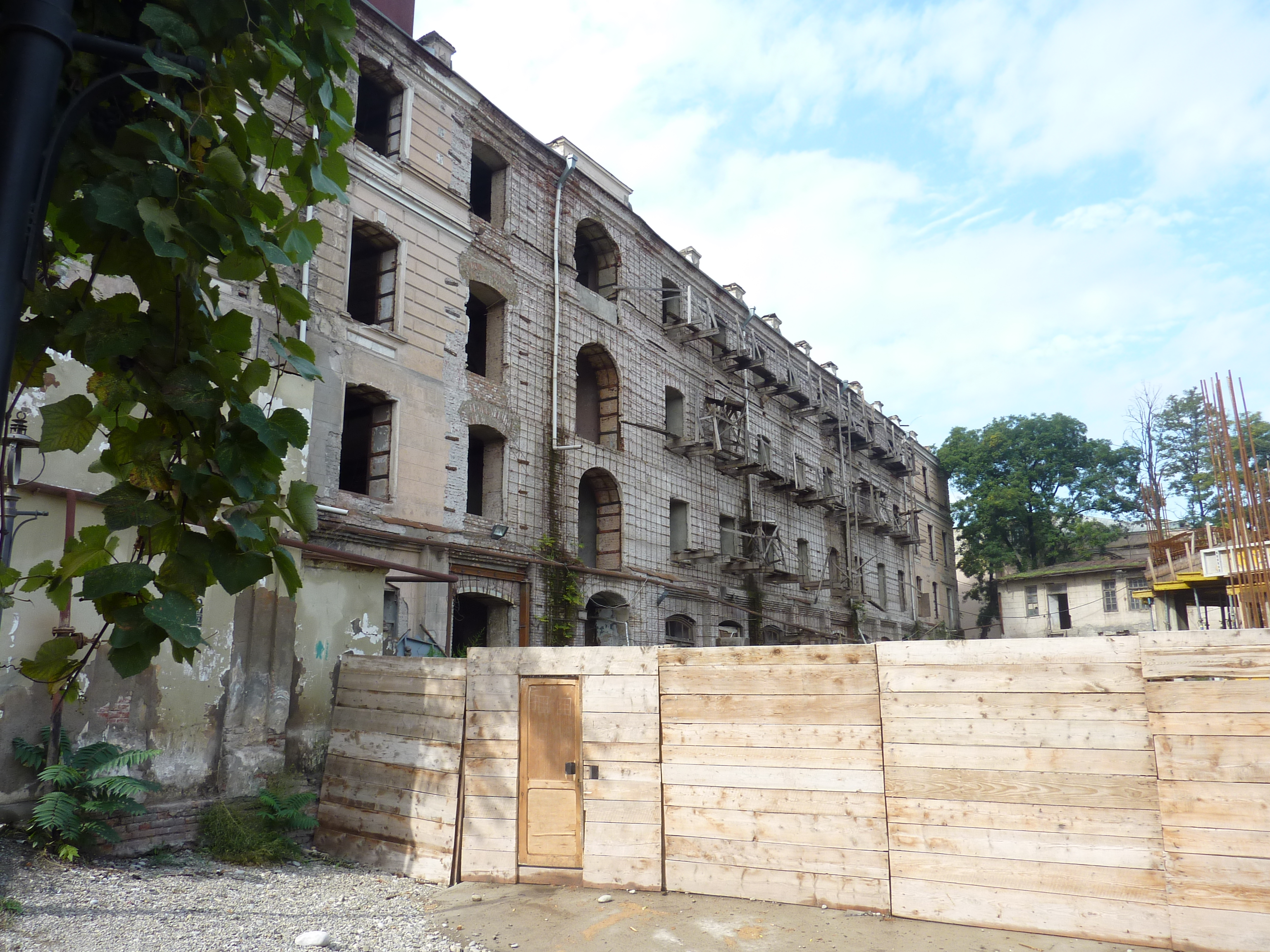
Бывший штаб тбилисского КГБ, где содержались несколько политзаключенных режима Гамсахурдии.

2 сентября ситуация накалилась, когда силы МВД атаковали демонстрации, организованные Народным фронтом Грузии и НДП с требованием освободить Джабу Иоселиани. По данным общественной организации Human Rights Watch, протестующих, собравшихся на проспекте Руставели, избивали дубинками, а солдаты стреляли в толпу, ранив трех мирных жителей.
Георгий Чантурия, лидер НДП, был арестован правоохранительными органами, что только усугубило напряжённость. Оппозиционные члены парламента, студенческие группы и другие активисты со всего Тбилиси в сентябре проводят ежедневные демонстрации. 11 сентября, когда 27 политических партий подписали заявление об отставке Гамсахурдии, последний грозится распустить парламент и строит баррикады на проспекте Руставели. Историк Стивен Ф. Джонс позже напишет, что эти провокации представляли собой прямую угрозу гражданской войны.
22 сентября группа из нескольких десятков протестующих начинает голодовку перед зданием парламента, но её силой разгоняют 250 президентских гвардейцев и около 200 «фурий» — женщин-партизан Гамсахурдии. В ночь с 22 на 23 сентября ситуация усугубляется насилием, когда около 5000 сторонников Гамсахурдии во главе с депутатом Автандилом Рцхиладзе входят в штаб НДП, где сталкиваются с примерно 800 членами оппозиции.
24 сентября Звиад Гамсахурдия объявляет чрезвычайное положение. Затем правительство начинает новый раунд нападок на прессу, в частности, 15 вооружённых солдат ограбили квартиру российского журналиста Альберта Кочеткова. Тем временем Тенгиз Китовани обещает поддержать политическую оппозицию Гамсахурдии и направляет сообщение поддержки членам НДП через журналиста Зураба Кодалашвили, оборудование которого конфисковано властями.
Увеличивается число политзаключённых: 17 сентября арестован член политической партии Грузинский национальный конгресс Георгий Хаиндрава. Валерий Кварацхелия, телепродюсер, 2 октября оказывается в тюрьме, вскоре к нему присоединяется региональный секретарь НДП в Самтредиа Гога Хиндашели. В ночь с 21 на 22 октября арестованы также одиннадцать членов НДП. Лидер Монархической партии Темур Жоржолиани арестован 15 ноября. Все они находились в тюрьме Ортачала на юге Тбилиси.
По словам лидеров оппозиции политический конфликт продолжался в тюрьме Ортачала. Лидеры НДП утверждают, что были организованы несколько беспорядков для планирования убийств некоторых заключённых. 25 октября двери некоторых тюремных камер остаются открытыми, что приводит к новым беспорядкам, которые заканчиваются вмешательством советских войск, убившим неизвестное количество заключённых.
Чрезвычайное положение в Тбилиси заставляет приостановить формальную политическую деятельность. Таким образом, НДП и Партия национальной независимости — две последние активные оппозиционные партии, приостанавливают свою деятельность вскоре после демонстраций 3 и 5 октября.

### Прибытие вооружённой оппозиции

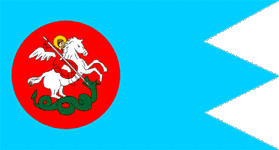
Флаг Мхедриони.

С конца сентября 1991 года Тбилиси — разделённый город. Микрорайоны Глдани, Надзаладеви и Дидубе, а также южная и центральная части проспекта Руставели (где расположены правительственные здания) остаются под военным контролем Звиада Гамсахурдии, который начал изолироваться внутри здания парламента. Окрестности, расположенные между Институтом Маркса-Энгельса-Ленина (проспект Руставели, 29) и Тбилисским государственным университетом (проспект Чавчавадзе, 1), лояльны оппозиции, в то время как милиция Мхедриони использует остальную часть проспекта Чавчавадзе как полигон. Между тем, районы Ваке и Сабуртало, населённые представителями советской интеллигенции, остаются нейтральными.
В конце сентября Тенгиз Китовани возвращается в Тбилиси в сопровождении части своих войск, но администрация привозит тысячи сторонников Гамсахурдии из сельских районов Грузии. 25 сентября лидер Партии национальной независимости Ираклий Церетели объявил о начале гражданской войны, угрожая: «либо мы погибнем, либо Гамсахурдия».
Первые боевые действия происходят в октябре вокруг здания, где находится штаб-квартира общественного телевидения, которую оппозиция пытается взять под свой контроль, чтобы транслировать сообщение, объявляющее о конце режима Гамсахурдии. По мнению Спироса Деметриу, советские власти, все ещё базирующиеся недалеко от Тбилиси, использовали внутренний хаос для продажи оружия обеим сторонам, чтобы ухудшить ситуацию.

После крупных арестов политических оппонентов центральное правительство одерживает лёгкие победы, сумев вытеснить Китовани и его бывшие войска Национальной гвардии из Тбилиси. Они останутся в окрестностях города до декабря. Временное восстановление мира позволяет Гамсахурдии 5 ноября запретить все политические партии, предварительно закрыв газету «Сакартвело-Сакинформ». В том же месяце взрываются машины, принадлежащие двум лидерам оппозиции Тедо Пааташвили и Геле Чорголашвили, что Helsinki Watch назовёт террористическим актом.
19 декабря Тенгиз Китовани предлагает Звиаду Гамсахурдии ультиматум с требованием о его немедленной отставке. Но последний отказывается, за что впоследствии подвергнется критике со стороны его собственного министра иностранных дел Мурмана Оманидзе.
20 декабря 1991 года Тенгиз Китовани возвращается в Тбилиси, где он объединяет свои войска с отрядами ополченцев Мхедриони и Общества Мераба Коставы. На следующий день Советский Союз формально распускается[уточнить], а Грузия отказывается присоединиться к Содружеству Независимых Государств. Звиад Гамсахурдия забаррикадировался в подвале здания парламента.
По прибытии в столицу Китовани объявляет:
«Мы не боролись [против Гамсахурдии] активно, пока международное мнение об авторитарном характере его личной диктатуры не было ясным. Так что то, что мы сейчас делаем — это не военный переворот, а свержение диктатуры с целью установления демократического режима».

## Стороны конфликта

### Лоялисты

Бойцы-звиадисты укрываются за зданием парламента.

Отсутствие организованности в правительственных войсках и дезертирство большого количества сил во время переворота затрудняют любую попытку оценить размер войск, лояльных Звиаду Гамсахурдии. В начале конфликта Национальная гвардия, в состав которой входила лишь небольшая часть из 15 000 первоначальных солдат после отделения Тенгиза Китовани, составляла костяк войск, защищающих здание парламента, но количество фактических членов Национальной гвардии, участвовавщих в конфликте, остаётся неизвестным, поскольку большая часть гвардии во время переворота находилась в Южной Осетии. Хотя некоторые западные источники утверждают, что за Гамсахурдию сражались от 1000 до 2000 бойцов, по оценкам последнего, на его стороне было 5 000 солдат.
Источники становятся более размытыми на второй неделе переворота. Гия Каркарашвили, возглавлявший военные усилия Военного совета, утверждал, что на другой стороне к 4 января осталось не более 250—300 человек, в то время как российское информационное агентство «Интерфакс» сообщало о 300—500 солдатах-звиадистах. Между тем другие российские источники 5 января оценивают силы звиадистов в 1500 человек, 60 % из которых были вооружены.
Военный совет, представляющий оппозицию, заявил во время конфликта, что большинству сторонников Гамсахурдии было от 18 до 19 лет, и они были вынуждены вступить в бой. По данным Совета, это была лишь очень небольшая группа вооруженных боевиков, принадлежащих к правительственному ОМОНу, специальному, хорошо обученному подразделению Национальной гвардии. Сообщается, что некоторые из тех, кто сражался на стороне Гамсахурдии, были его преданными последовательницами, одетыми в чёрное, известными как «фурии» или «Батальон чёрных колготок». Молодёжное ополчение из горного района Сванетия под названием «Леми» (ლემი, или «Лев» по-свански) также сражалось за президента.
Участие иностранных наемников остается спорным вопросом, отрицаемым сторонниками Гамсахурдии. Однако во время пресс-конференции 4 января Военный совет осуждает использование чеченских наёмников, посланных президентом Ичкерии и близким союзником Гамсахурдии Джохаром Дудаевым. Джаба Иоселиани, лидер ополчения Мхедриони, заявляет тогда, что «позиция Джохара Дудаева неприемлема и неуместна, но остается надежда, что это можно исправить». 5 января оппозиция задержала четырех украинских наёмников, которые, вероятно, работали снайперами правительства.

### Оппозиция

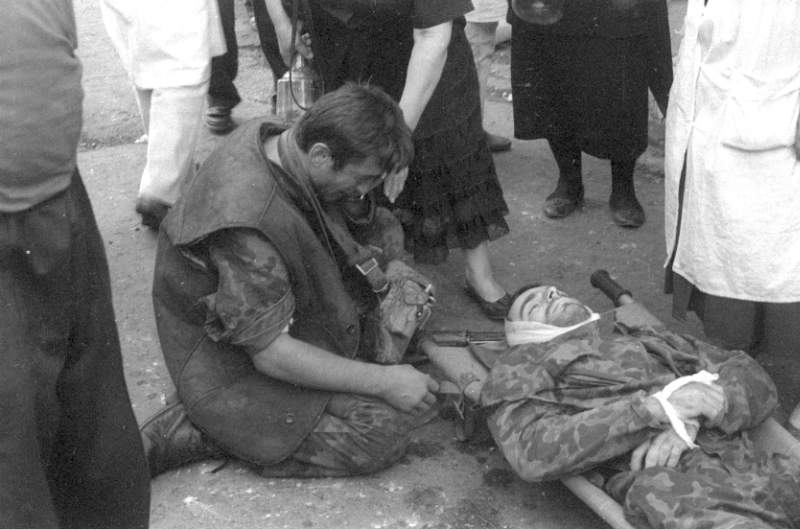
Солдаты оппозиции.

Большая часть оппозиционных солдат была из повстанческих группировок Национальной гвардии, которые последовали за Тенгизом Китовани во время его мятежа в августе 1991 года. Хотя примерно от 15 000 до 20 000 военнослужащих гвардии присягнули на верность борьбе оппозиции, лишь небольшая часть этих солдат участвовала в битве за Тбилиси, в то время как остальные оставались в Южной Осетии для снижения межэтнической напряжённости.
Джаба Иоселиани командует ополчением численностью от 600 до 5 000 ультраконсервативных солдат, действовавших по стандарту «Мхедриони». Это ополчение остаётся под непосредственным руководством Иоселиани даже после объединения оппозиции после провозглашения Военного совета 2 января 1992 года, и именно это ополчение станет причиной резни 3 января. Общество Мераба Коставы, которое было организовано как политическое движение в 1990 году, а затем превратилось в вооружённое ополчение, возглавляемое Важей Адамией, вступило в ряды повстанческой Национальной гвардии уже 20 декабря 1991 года.
Начиная с 22 декабря, «Тетри Арциви» (თეთრი არწივი, или «Белый орел»), военизированная группа численностью около 80 человек во главе с полевым командиром Гией Каркарашвили, действующая в войне в Южной Осетии, покидает Цхинвали, чтобы помочь оппозиции. Это ополчение будет использоваться для осады Тбилиси и блокирования всех путей, ведущих к столице. Каркарашвили позже станет одной из главных фигур в Военном совете, прежде чем занять пост министра обороны во время войны в Абхазии.
Союз афганцев, ополчение, состоящее из ветеранов Афганской войны, которое оставалось нейтральным на первых этапах переворота, сначала не решается присоединиться к прогамсахурдиевской коалиции. Однако после ареста главы ополчения и заместителя министра обороны Нодара Гиоргадзе слухи о его казни в президентском бункере привели к тому, что Союз формально присоединился к оппозиции.

### Российское участие

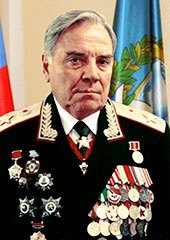
Владимир Лобов, Начальник Генерального штаба Вооружённых Сил СССР в 1991 году.

По словам историка и близкого соратника Гамсахурдии Лейлы Цомая, существует противоречивая теория о начале конфликта. Гамсахурдия, согласно этой версии, мог до 07:00 22 декабря связаться с Борисом Ельциным и пообещать вступить в Содружество Независимых Государств. Отказ Гамсахурдии сделать это стал бы толчком к началу боевых действий. Эту версию подтверждает заявление грузинского президента, обвинившего Ельцина в причастности к перевороту. 3 января он повторил свои обвинения и назвал переворот «Кремлёвским путчем».
Во время конфликта обвинения в помощи России той или иной стороне регулярно выдвигались как президентом, так и оппозицией. Так, Гамсахурдия жаловался из своего бункера, что подразделения советской (с 1992 года — российской) армии «не помогают законно избранному президенту, а вместо этого оказывают существенную помощь бандитам оппозиции». В свою очередь, Джаба Иоселиани обвинил Гамсахурдию в слишком близких отношениях с советскими (с конца 1991 года — российскими) спецслужбами, заявив, что три министра (министр иностранных дел Мурман Оманидзе, министр внутренних дел Дилар Хабулиани и министр технических ресурсов Игорь Чхеидзе) были агентами КГБ. Несмотря на эти обвинения, Юрий Греков, первый заместитель командующего Закавказского военного округа, отрицал какое-либо советское участие в конфликте при достижении соглашения о пребывании советских войск в Грузии после ухода Гамсахурдии.
В декабре 1992 года, почти через одиннадцать месяцев после окончания конфликта, «Московские новости» опубликовали письмо генерал-полковника Суфияна Беппаева, который в то время был заместителем командующего Закавказским военным округом Советской Армии. В письме утверждалось, что с 28 декабря Советская Армия оказывала оппозиции материально-техническую и военную помощь. Согласно этому письму, без вмешательства российских солдат «сторонникам Гамсахурдии была бы гарантирована победа». Эта версия фактов выявила также причастность российских солдат к бою у телебашни.
Однако другую теорию предложил греческий стратег Спирос Деметриу, который в исследовании 2002 года показал большое значение советских войск в гражданской войне. Вскоре после избрания Гамсахурдии на выборах в 1990 году московские власти санкционировали тайную операцию по вводу в Грузию крупной партии недокументированного оружия через Армению и Азербайджан, которая была распространена среди нескольких военизированных формирований, созданных грузинскими националистами. Уже в начале 1991 года большие тайники с AK и пистолетами Макарова были введены на военную базу Вазиани и на грузинские станции ДОСААФ. Таким образом, до начала гражданской войны были вооружены девять грузинских, три осетинских и три абхазских ополчения.
Во время самого переворота Суфиян Беппаев мог предоставить оружие и транспортные средства обеим сторонам. Согласно некоторым источникам, он мог начать с предложения бесплатного оружия в начале переворота, прежде чем начать его продавать: от 200 до 300 долларов за АК, 800 долларов за пистолет Макарова и от 5000 до 8000 долларов за боевую машину. По данным Фонда обороны Грузии, в период с 21 декабря 1991 года по 6 января 1992 года Национальная гвардия получила около 200 автоматов АК, 50 РПГ-7, две винтовки Драгунова и 200 пистолетов Макарова. После победы Военного совета 10 января был сформирован специальный батальон Национальной гвардии, полностью оснащённый российскими военными базами.
Авторы исследования «Опасные поставки: стрелковое оружие и конфликт в Республике Грузия» (англ. Dangerous Supply: Small mall arms and conflict in the Republic Georgia) отмечают, что начиная с конца 1991 года нападения на советские войска и кража оружия стали обычным явлением и происходили гораздо чаще в 1992 году. Большинство из них оставалось безнаказанными, так как нападения отражали широко распространённое мнение, что подобные действия имели официальную санкцию на основании указа об оккупационном режиме, изданного Гамсахурдиа в ноябре 1991 года. Этим указом всё советское оружие, боеприпасы, снаряжение и так далее было объявлено национализированной собственностью. В этот период было зафиксировано более 600 случаев нападений, погибло около 100 российских военнослужащих.
Звиад Гамсахурдия официально назвавший советские войска оккупационными, в то же время был не прочь использовать их в своих целях, например, 18 февраля 1991 года, когда армия помогала разоружать базу военизированной организации «Мхедриони». Нападения на грузинских гвардейцев отмечались, как грузинской стороной, так и российской. Иногда нападение было маскировкой для прямой продажи оружия советскими офицерами, что является отражением схемы распределения оружия, возникшей в результате царившего хаоса в Грузии, отсутствием порядка в частях советской армии после распада СССР, суровых экономических условий Кавказа и высокой степенью коррупции среди военных чиновников.
Однако Деметриу выдвинул и другую теорию о совместной поддержке россиян:
В своей попытке определить и реализовать внешнеполитические цели на постсоветском пространстве президент России Борис Ельцин столкнулся с прерогативами консервативных и жестких политических и военных деятелей. В Грузии эти споры проявились в двойственности политики в отношении конфликтов. Ельцин выступал за диалог, переговоры и сотрудничество с грузинским правительством. Российское военное руководство, однако, рассматривало сохранение российского военного влияния и стратегических активов на геостратегически важном Кавказе как первоочередную цель, которую необходимо достичь даже за счёт независимости Грузии, любыми возможными средствами. В результате российские военные провели собственную «внешнюю политику» в Грузии. Целью этой «внешней политики» было противодействие отказу Грузии от любых связей с Россией, например, в рамках СНГ. Средствами были дестабилизация и создание ситуации, при которой потребовалась бы существенная и долгосрочная помощь России (в виде войск и сооружений). Подпитывая воюющие стороны со всех сторон конфликта оружием и другой «военной техникой», российское военное руководство достигло обеих этих целей.

## Конфликт

### День первый
Как только Китовани прибыл в Тбилиси, боевые планы воплощаются в жизнь. Пока Национальная гвардия и правительственные лидеры укрепляются в здании парламента, Тенгиз Сигуа захватывает Отель Марриотт на проспекте Руставели, менее чем в 250 метрах от здания парламента. Здание становится военным штабом оппозиции. 21 декабря Отар Литанишвили, командующий Мхедриони, приносит в штаб подробную карту столицы, военные руководители планируют предстоящие атаки. Тенгиз Китовани берет на себя руководство предстоящим штурмом парламента, будучи наиболее осведомлённым в инфраструктуре здания ещё со времен своего пребывания на посту главы Национальной гвардии.
Подготовка оппозиции в основном ведется в ночь с 21 на 22 декабря. Георгий Арвеладзе, офицер Мхедриони (и будущий министр экономики), отправляется осмотреть окрестности Парламента, чтобы подтвердить местонахождение правительственных войск. Вскоре проспект Руставели закрыют для общественности. Обе стороны используют автобусы и боевые машины, чтобы изолировать самую популярную улицу Тбилиси. Около 01:00 Гия Каркарашвили, возглавляющий отряд из 80 человек, известный как Тетри Арциви («Белый орел»), покидает свой пост в Цхинвали, где он защищает грузинские кварталы города во время войны в Южной Осетии и устанавливает баррикады на главной дороге, ведущей в Тбилиси с севера, во избежание любого доступа к столице. Его ополчение было вооружено 50 автоматами AKМ, 3 АКС-74, 20 АКСУ-74 и 50 ящиками гранат.
Утром 22 декабря, согласно свидетельским показаниям бывшего депутата Сандро Брегадзе, Сигуа приказывает своей личной охране во главе с бывшим советским офицером секретной службы Муртазом Шалуахсвили расположиться в парке Александрова (сегодня известном как парк 9 апреля), чтобы нацелиться на парламент. Поскольку буфером между обоими лагерями была церковь Кашвети, правительственные власти отправляют мэра Тбилиси Тамаза Вашадзе и депутата Автандила Рцхиладзе с переговорной миссией в последний раз перед началом военных действий, но эти двое были задержаны силами Сигуа.
Около 07:30 Муртаз Шуалашвили приказал открыть огонь по парламенту. Каркарашвили выпустил четыре ракеты по зданию парламента, чем начал две недели насилия. Согласно сообщению New York Times, оппозиция отказалась брать на себя ответственность за первую атаку. В течение 22 декабря обе стороны использовали ракеты, гранаты и автоматическое оружие для борьбы друг с другом. Церковь Кашвети, в которой находились солдаты оппозиции, становится мишенью правительственных сил. Дом Гамсахурдии, получивший прозвище «Звон Колхиды», загорелся, но его семья, находящаяся под защитой правительства во время переворота, осталась в безопасности.

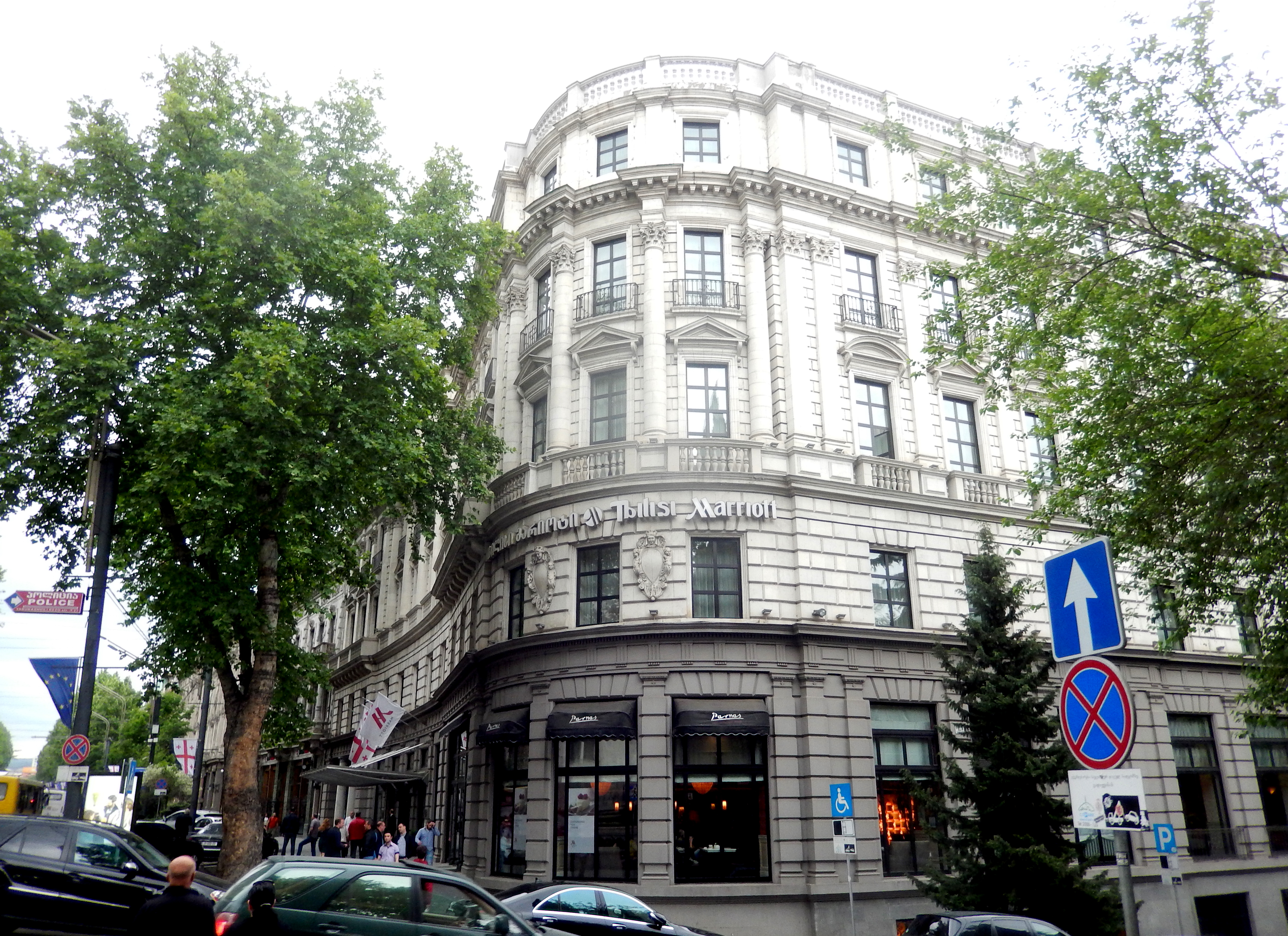
Гостиница стала в декабре 1991 года штаб-квартирой вооружённой оппозиции..

Здание парламента было полностью изолировано, в частности, из-за того, что ранее были отключены все кабели связи, ведущие к бункеру Гамсахурдии и от него, что было приказано президентом за несколько месяцев до этого по совету его советника по национальной безопасности Отара Хатиашвили. Он присоединился к оппозиции в первый день боевых действий, а министр связи Феликс Ткебучава формально остался в правительстве, но сотрудничал с лидерами переворота, перерезая телефонные линии парламента.
В течение дня повстанцам дважды удавалось проникнуть в парламент, но оба раза правительственные силы оказывали сопротивление, прежде чем потребовать переговоров. Последние вскоре увенчиваются провалом, а Сигуа связывается с Гамсахурдией и предупреждает его: «Ваши ошибки больше не будут происходить. Вы должны были подать в отставку давным-давно. Теперь вы лучше выходите с белым флагом, или мы позаботимся обо всех».
Бесик Кутателадзе, заместитель министра обороны, был направлен Звиадом Гамсахурдией для повторных переговоров с оппозицией, но он предал президента, присоединился к оппозиции и сделал телеобъявление с просьбой об отставке Гамсахурдии и призывом к новому парламенту наказать все виновных в насилии. Затем Кутателадзе садится на вертолёт, и Сигуа с Китовани отправляют его в Зугдиди в западной Грузии, чтобы не допустить формирования сил сторонников Гамсахурдии. Заместитель министра иностранных дел Тамаз Нинуа также присоединяется к оппозиции.
Во второй половине дня Илия II, Католикос-Патриарх Грузинской Православной Церкви, появляется на проспекте Руставели и просит обе стороны договориться о мире, сохраняя нейтралитет во время конфликта. Впоследствии он подвергнется резкой критике со стороны некоторых сторонников Гамсахурдии. Вечером Гамсахурдия, оставаясь в бункере с семьёй, обратился к народу, сделав вид, что его войска победили войска оппозиции и пообещал не уходить в отставку. В первый день сражения погибло от 7 до 17 человек.

### Эскалация и международная реакция

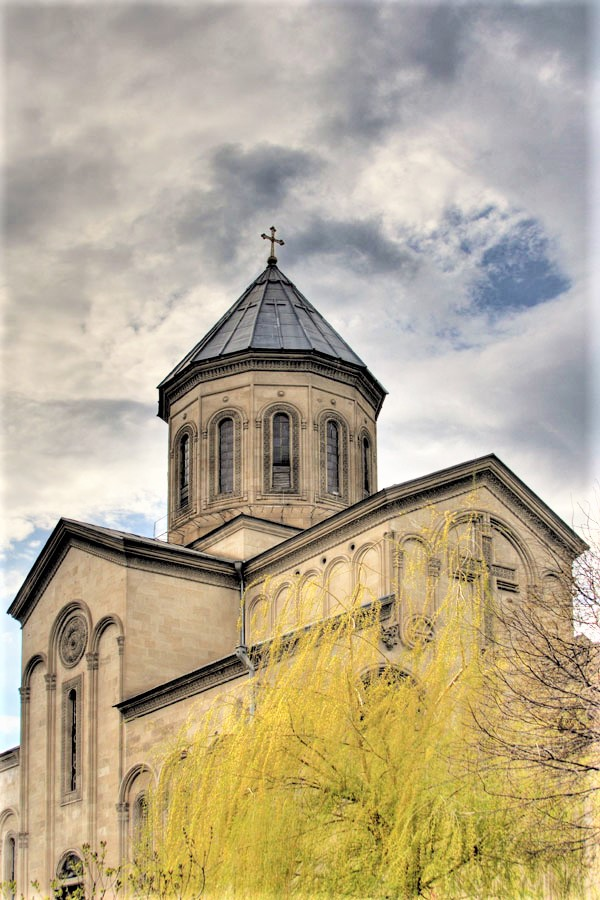
Церковь Кашвети во время переворота была мишенью.

Конфликт обостряется 23 декабря во время нового прямого нападения на парламент, организованного утром, но получившего отпор со стороны Национальной гвардии. В течение дня президентский самолет перемещается из одной стороны тбилисского аэропорта на другую, что вызывает слухи о возможном вылете Гамсахурдии; эти слухи, однако, опровергаются правительством, которое заверяет, что этот шаг сделан в целях безопасности, но при этом заявляет о сомнительном преимуществе перед солдатами оппозиции. Аэропорт, теле- и радиостанции временно закрыты. Российское телевидение тем временем предоставляет кадры транспортных средств, вооруженных ракетными установками, направленных на здание парламента перед началом второй атаки на здание, возглавляемой самим Тенгизом Сигуа, который предсказывает неминуемую победу.
Вторая атака 23 декабря привела к временной победе президентских сил, но через дорогу от парламента загорелся музей искусств Грузии. Агентство ТАСС пишет о том, что несколько человек застряли в музее, а пожарные команды не имеют доступа из-за блокады оппозиции на улице. Гамсахурдия отзывает оставшиеся части своей Национальной гвардии в Тбилиси, чтобы попытаться прорваться через баррикады оппозиции за пределы города, тем самым положив конец крупному военному присутствию Грузии в Южной Осетии.
Согласно сообщению газеты New York Times из Тбилиси, насилие возрастает 24 декабря, а также звуки ракет, выпущенных по парламенту и телебашне (в двух километрах к западу от проспекта Руставели) слышны через центр столицы. Государственный департамент США так отреагировал на обострение ситуации:
Мы считаем, что приверженность президента Гамсахурдия демократическим принципам и международно признанным правам человека оставляет желать лучшего. Политические и другие споры должны разрешаться мирным путем и в соответствии с международно признанными принципами прав человека. Мы призвали как правительство Грузии, так и оппозицию соблюдать эти принципы при разрешении спора.
Эта реакция Джорджа Буша по сей день вызывает споры среди сторонников Звиада Гамсахурдии. Более того, начало международного признания независимости Грузии во время переворота, а не во время президентства Гамсахурдии, подвергнется критике со стороны министра иностранных дел Мурмана Оманидзе. Действительно, США, Канада и Иран признают Грузию 25 декабря, за ними следуют Бразилия, Куба, Таиланд и Индия 26 декабря, Вьетнам, Белоруссия, Египет, Алжир и Китай 27 декабря, Иордания и Хорватия 28 декабря, Ливан 30 декабря и Пакистан 31 декабря. В этот период Оманидзе находится в Москве, чтобы попытаться получить помощь от президента России Бориса Ельцина, но последний отказался встретиться с грузинским официальным лицом, сославшись на нарушения прав человека в Южной Осетии.
24 декабря, усиливая блокаду Тбилиси, Тенгиз Сигуа и Тенгиз Китовани предлагают Гамсахурдии мирное предложение. План предлагает обеспечить безопасность членов правительства в обмен на немедленную отставку президента, но глава государства отклонил это предложение. В конце концов, согласно некоторым международным отчётам, число погибших составляло от 23 до 50 грузин и от 168 до 200 раненых. Российское телевидение в вечернее время показывало кадры эвакуации тел погибших мирных жителей. По данным американских СМИ, 25 декабря число погибших выросло до 30-80.

### Новый год
Самая жестокая битва государственного переворота происходит 27 декабря, когда войска Тенгиза Китовани проникли внутрь парламента и бензином подожгли первый этаж здания. После интервью с «The New York Times» министерство здравоохранения объявило, что «мы понятия не имеем, что происходит, за исключением того факта, что вокруг парламента происходят стрельба». Однако это не мешает американской неправительственной организации Human Rights Watch опубликовать в тот же день официальный отчёт, в котором правительство Звиада Гамсахурдии официально обвиняется в нарушениях прав человека.
18-страничный отчёт становится единственным источником информации о президентстве Гамсахурдии среди многих западных кругов. Публикация осуждает политические преследования оппозиции со стороны правительства, аресты членов Мхедриони, межнациональную рознь в Южной Осетии и прекращает повествование 22 ноября 1991 года. Во время пресс-конференции представители HRW заявили, что они «не в состоянии оценить приверженность неорганизованной оппозиции правам человека». Рэйчел Денбер, главный автор отчёта, признала милитаризацию оппозиции во время интервью в США, подчеркнув при этом тот факт, что «значительная часть оппозиции по-прежнему привержена основным правам».
28 декабря становится ясно, что правительственные силы потеряли всякий контроль за пределами президентского бункера. Тенгиз Китовани, сопровождаемый отрядом Мхедриони, захватывает бывшее отделение КГБ в районе Глдани, где содержались несколько лидеров оппозиции. Восемь заключённых были освобождены и доставлены на проспект Руставели, чтобы подбодрить оппозиционеров, в том числе Георгий Чантурия, Георгий Хаиндрава и номинальный глава Мхедриони Джаба Иоселиани. Последний возвращает себе контроль над ополчением. Чантурия заявляет, что гражданская война должна продолжаться до отставки Гамсахурдии. По пути китованские войска сожгли несколько зданий, имеющих стратегическое значение, в том числе Национальный банк Грузии и Министерство внутренних дел, что привело к уничтожению почти 210 000 документов (или 80 %) правительственных архивов советских времён.
По состоянию на конец 28 декабря число погибших возросло как минимум до 42, а 260 получили ранения. 31 декабря Нодар Гиоргадзе, заместитель министра обороны и лидер ополчения, состоящего из ветеранов войны в Афганистане, публично просит об отставке Гамсахурдию, что приводит к его аресту. Вскоре к нему присоединяется Мурман Оманидзе, министр иностранных дел и один из ближайших советников Гамсахурдии после его неудавшейся поездки на переговоры в Россию.

### Военный совет
1 января 1992 года оппозиционные силы захватили Телерадиовещательную башню Тбилиси, что позволило им контролировать телевизионные сообщения. 2 января 1992 года лидеры оппозиции, собравшиеся в Академии наук, объявили о создании Военного совета. Совет становится единственным правительством, признанным представителями оппозиции, а Звиад Гамсахурдия в глазах многих становится узурпатором. Хотя полный состав администрации Совета никогда не оглашался, Тенгиз Китовани и Джаба Иоселиани объявили себя лидерами Совета, одновременно выдвигая Тенгиза Сигуа на пост премьер-министра и распуская парламент. Александр Чикваидзе, посол России в Нидерландах, назначен Министром иностранных дел, бывший советский военный комиссар Леван Шарашенидзе назначен Министром обороны, а Вахтанг Размадзе становится Генеральным прокурором. Теоретически правительство Гамсахурдии оставалось единственным законным образованием, признанным крупными иностранными державами, но неясно, какое правительство признали Лаос, Эфиопия и Ирак, которые признают независимость Грузии в день создания Совета.
Китовани и Иоселиани подписывают вместе все указы Совета, включая первый указ о свержении кабинета Гамсахурдии до отмены Конституции во втором постановлении. Лидеры оппозиции заявили, что хотят восстановить Конституцию 1921 года, но это восстановление произойдет только в конце февраля, и страна будет находиться под односторонним контролем совета в течение месяца. Чтобы убедить гражданское население в демократических намерениях оппозиции, Военный совет объявляет о создании консультативного собрания из политических и интеллектуальных деятелей («открытый для всех, кроме Звиада Гамсахурдии»), политических партий и этнических меньшинств.
В тот же день Совет устанавливает в Тбилиси комендантский час, запрещая всем покидать свои дома с 23:00 до 06:00. Звиад Гамсахурдия, чьи войска на тот момент состояли из нескольких сотен охранников, просит из своего бункера грузинский народ игнорировать указы Военного совета и следовать только «Конституции, законам республики и её избранному правительству», при этом отказываясь уйти в отставку.
Основное сражение 2 января происходит вечером, когда около 18:00 правительственные войска атакуют Iveria Hotel, контролируемый оппозицией менее чем в одном километре к северу от здания парламента, в котором находится станция Красного Креста. Оппозиция наносит ответный удар со стороны здания Академии художеств, что приводит к ожесточённому бою на проспекте Руставели, длившегося до 22:00. К концу 2 января Минздрав Гамсахурдии насчитал 73 погибших и 400 раненых с начала конфликта. Гия Каркарашвили назначен Военным советом военным губернатором Тбилиси.

### События за пределами Тбилиси
В то время как Тбилиси погружается в хаос, остальная часть Грузии (за исключением Южной Осетии) остается более-менее спокойной в течение первой недели конфликта. Однако в январе 1992 года события затронули некоторые сельские районы. Таким образом, хотя 1 января грузинское телевидение попадает под контроль оппозиции, ТВ из Тбилиси не транслируется в Западной Грузии, которая осталась верной Гамсахурдии благодаря захвату звиадистами телебашни Кутаиси. Точно так же, в то время как большая часть страны перестает получать газеты после закрытия типографий в Тбилиси во время переворота, западная Грузия сохраняет свои прогамсахурдиянские газеты благодаря типографиям Кутаиси.
4 января Звиад Гамсахурдия подписывает из своего бункера указ, требующий от всех муниципальных и региональных властей за пределами Тбилиси организовать крупномасштабную мобилизацию войск против оппозиции. Это акт, который некоторые называют призывом к партизанской войне. Этот приказ требовал, чтобы мобилизация была проведена до 7 января и обязывал органы местного самоуправления открывать мобилизационные центры для приёма всех призывников в возрасте от 20 до 45 лет. Местные власти также обязаны организовать транспорт для этой теоретической армии. Однако без Национальной гвардии этот указ не мог быть исполнен.
В ответ Военный совет объявляет об упразднении органов местного самоуправления и заявляет о своем намерении назначить местных губернаторов, лояльных оппозиции. Согласно заявлению Совета, большинство центров местного самоуправления перешло под его контроль к 18:30 4 января. Однако в стране все ещё было несколько лояльных президенту городов; 5 января у мэрии Рустави в 25 км к югу от столицы происходит перестрелка между местными властями и войсками Военного совета. О пострадавших в результате этого боя не сообщается.

### Подавление демонстраций

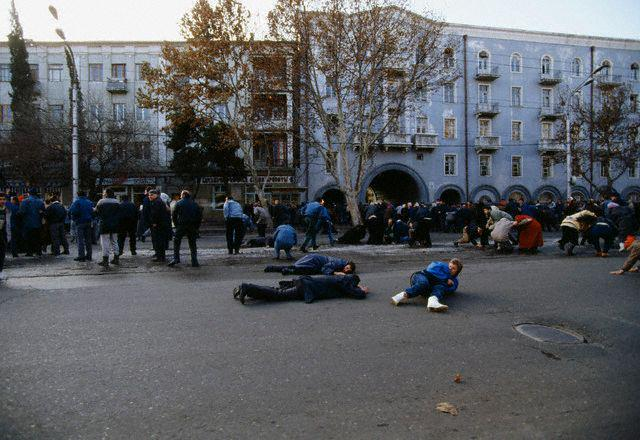
3 января протестующие бегут после нападения Военного совета.

3 января становится ясно, что у правительства Гамсахурдии больше нет сил для разгрома оппозиции. Однако западная пресса ставит под сомнение силу оппозиции, в частности, не только из-за выгодного положения бункера, но также из-за отсутствия какой-либо решающей силы с обеих сторон. Ашот Манучарян, советник президента Армении по национальной безопасности Левона Тер-Петросян, в тот же день прибывает в Тбилиси, чтобы договориться о мире между противниками и убедить их подписать мирное соглашение; однако Гамсахурдия был обижен встречей армянской делегации с оппозицией.
Звиад Гамсахурдия произносит свою последнюю речь из бункера утром:
В то время как мы почти достигли подлинной независимости республики, её признания мировыми державами, несколько предателей нашей родины пытаются угрожать нашей независимости, создав Военный совет, аналогичный революционному комитету в феврале 1921 года. Судьбу нашего народа ещё предстоит решить. Я прошу всех подняться на защиту Родины, на защиту будущего наших детей. Всё население нашей республики должно встать на защиту своего законного и демократически избранного правительства. Правительство полностью контролирует ситуацию и продолжает управлять инфраструктурой республики. На пути к независимости мы преодолели множество препятствий. Верим, что и сейчас грузинский народ с честью преодолеет сложившуюся ситуацию. Я прошу вас создавать комитеты обороны и противостоять решениям Военного совета. Я прошу вас организовать большие демонстрации, множество забастовок и другие акты гражданского неповиновения.
Хотя Военный совет издал новый декрет, запрещающий любые протесты, собралось около 3 000 до 4 000 сторонников Гамсахурдии организуют демонстрацию в 12:00 3 января, стартуя на железнодорожной станции в нескольких километрах от поля боя. Протестующие, в основном мужчины и женщины среднего возраста, несли портрет президента, скандируя его имя («Звиади!») и направляясь в сторону проспекта Руставели. Уже через 15 минут автомобиль, перевозивший людей в масках из «Мхедриони», бросает дымовые шашки в толпу, что только злит и заряжает её энергией через аплодисменты мирных жителей с балконов. Группа из восьми-десяти человек в масках, одетых в солнцезащитные очки, чтобы скрыть свою личность, выстраивается в линию перед демонстрантами и начинает стрелять холостыми, чтобы разогнать толпу. Несколько мгновений спустя по протестующим стреляют боевыми патронами. Некоторые прячутся за автомобилями. Двое протестующих были сразу убиты, несколько ранены, в том числе двое умерли через несколько дней.

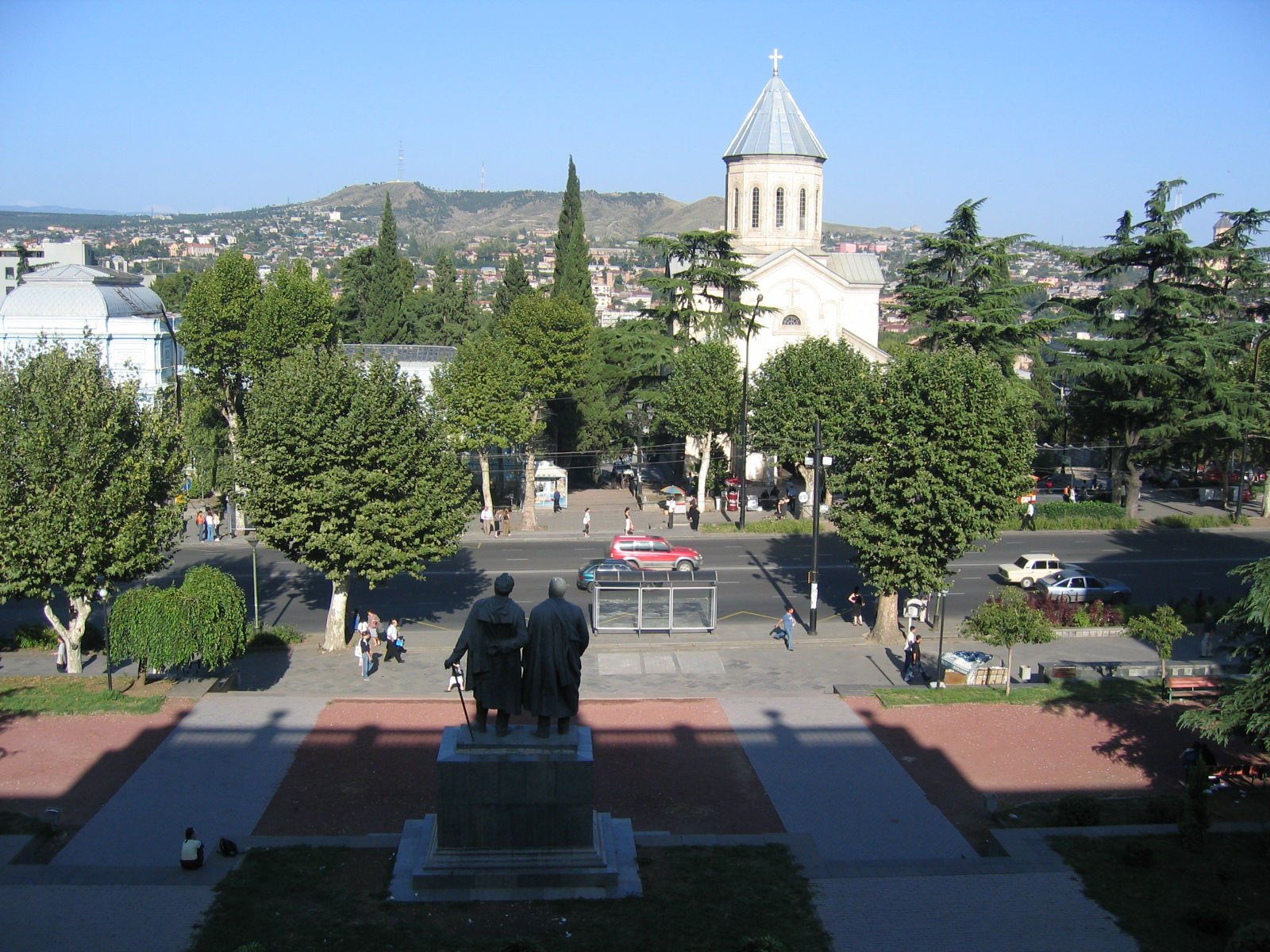
Вид на проспект Руставели, центральное место конфликта.

События 3 января усилили риторику между обеими сторонами. Джаба Иоселиани во время пресс-конференции объявил, что решение о насильственном разгоне демонстрации было принято непосредственно Военным советом из-за указа о запрете всех демонстраций. Он назвал резню «нормальной» и пригрозил повторить приказ, если жители Тбилиси продолжат нарушать указы Совета, и извинился перед четырьмя журналистами, оборудование которых конфисковано оппозиционными силами. Иоселиани обвиняет элитные силы ОМОНа Гамсахурдии в том, что они спровоцировали солдат Мхедриони.
Звиад Гамсахурдии, силы которого схватили и подвергли пыткам двух солдат Мхедриони, ответственных за стрельбу, во время интервью 4 января британскому телеканалу Sky News сравнил Военный совет с «террористами и преступниками». Во время того же интервью он отказался от нового предложения обсудить свою отставку с оппозицией и сравнил стрельбу с январскими событиями 1991 года в Литве, когда советские войска застрелили нескольких протестующих.

В 18:00 Сигуа объявляет по телевидению ультиматум президенту, давая ему время до 8:00 следующего утра уйти в отставку. Военный совет временно прекращает огонь и блокирует любой доступ к зданию парламента, за исключением улицы за зданием, чтобы позволить солдатам Гамсахурдии покинуть поле боя. Президент отказывается от ультиматума, предлагая компромисс: серьёзное ограничение исполнительной власти, референдум о существовании должности президента, восстановление автономии Южной Осетии, возвращение турок-месхетинцев, сосланных в Среднюю Азию в 1940-х годах, освобождение политических заключенных и членство в Содружестве Независимых Государств. Оппозиция отклоняет это предложение, после чего Гамсахурдия заявляет:
Я несколько раз пытался положить конец убийствам, но, похоже, это невозможно обсудить с оппозицией, так как это всего лишь преступная группировка. Остается только сражаться, сражаться и снова сражаться. Конечно, это непростая задача, но мирное решение возможно только в том случае, если грузинское общество мобилизует себя, а оно пока остается пассивным. Я знаю, что мы можем победить восстание с помощью наших вооружённых сил, но на это потребуется время.
Отказ Гамсахурдии приводит к напряженности внутри бункера, которая обостряется, когда две стороны вызывают жестокую драку из-за разногласий по поводу стратегии последующих действий. После выстрелов на территории большая часть боевиков покидает здание парламента и к 20:00 на охране здания остаётся только 500 человек. После ложных слухов о казнях Нодара Гиоргадзе и Джемаля Котелиани, двух членов правительства, заключённых в бункере, Военный совет разрабатывает план новой атаки на парламент.

### Последние столкновения
4 января, когда Джаба Иоселиани объявляет о плане отмены президентства и установления парламентской системы в Грузии, Министерство внутренних дел и Генеральная прокуратура присягают на верность Военному совету. В ответ правительственные силы нападают на прокуратуру, в результате чего двое сотрудников были ранены, но здание прокуратуры не было занято. Другой бой происходит ночью, когда войска, поддерживающие Гамсахурдию, пытаются захватить телебашню с гранатометами, но им это не удалось. Однако эти стычки происходили в то время, когда оппозиции удается заблокировать все радиопередачи, идущие из бункера. Огонь по зданию парламента прекращался, чтобы позволить войскам бежать из бункера.
5 января проходит очередная демонстрация, собравшая около 2000 сторонников Гамсахурдии. Хотя слухи о приближающихся на машинах мужчинах в масках создают напряжённость в группе, демонстрация проходит мирно, люди расходится в течение нескольких часов.
В этот же день происходят последние бои между войсками Военного совета и войсками Гамсахурдии. Пока жители массово уезжают из центра Тбилиси, Тенгиз Китовани выигрывает новый бой на улице братьев Зулабашвили за зданием парламента, чем завершает окружение последней цитадели правительства. Тем временем Тенгиз Сигуа публично заявляет, что одним из самых больших его критических замечаний в адрес Гамсахурдии является его враждебность к России и прогнозирует, что Грузия снова присоединится к Содружеству Независимых Государств после ухода Гамсахурдии. 5 января российская газета «Постфактум» публикует интервью с анонимными людьми из президентской охраны, в котором президент обвиняется в том, что запретил побег своих войск и угрожает казнью любому солдату, пытающемуся бежать.
Войска лоялистов в последний раз пытаются захватить телебашню Тбилиси. В 20:12 Военный совет совершает последнюю жестокую атаку на здание парламента, изолируя Звиада Гамсахурдию. Последний получает телеграмму от президента Армении о предоставлении убежища. Ричард Ованнисян, профессор истории Кавказа в УКЛА, заявляет, что «на данный момент мы не имеем представления о том, где находятся грузинские избиратели».
По состоянию на конец 5 января Минздрав зарегистрировал не менее 90 погибших и 700 раненых, в то время как Военный совет настаивал на том, что число жертв достигло 200 убитых и 900 раненых.

### Побег Гамсахурдии

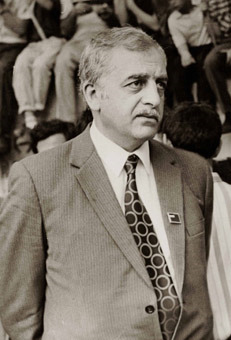
Звиад Гамсахурдия.

Утром 6 января около 05:00 Звиад Гамсахурдия, его семья и личная охрана — всего около 60 высокопоставленных лиц и телохранителей покидают парламент через дорогу за зданием, то есть через единственный выход, оставленный войсками оппозиции, чтобы контролировать побег президента и предотвратить рассредоточение вооружённых сторонников Гамсахурдии по столице. Президент и его семья уезжают на президентской машине Mercedes-Benz. Их сопровождает внедорожник, микроавтобус и два «жигули». Они избежали блокпоста, установленного на реке Мтквари Георгием Шенгелией, Вахтангом Кикабидзе[какой?] и Георгием Хаиндравой. Затем силы оппозиции проникают в заброшенное здание парламента, некоторые поддерживающие колонны которого полностью разрушены, провозглашая победу над правительством Гамсахурдии и освобождая 40 заключённых, оставшихся в бункере (двое из которых доставлены в местную больницу после того, как показали следы пыток).
По данным оппозиционных сил Звиад Гамсахурдия, покидая Тбилиси, увёз примерно 700 миллионов рублей из государственной казны.
Несколько автобусов Ikarus выехали из парламента вместе с отрядами лоялистов вскоре после отъезда президента, но им не удалось вовремя покинуть город, и они попали в засаду на улице Леселидзе, во время которой шесть солдат-лоялистов были казнены по приказу Каркарашвили. Оставшиеся в здании парламента во главе с временным председателем парламента Немо Бурчуладзе были взяты в плен. Последний бой происходит во второй половине дня в западной части Тбилиси, возле кладбища Мурхатбердани. После восстановления спокойствия в бункер отправляется отряд по борьбе с минированием, чтобы очистить территорию.
Звиад Гамсахурдия пересекает границу Азербайджана в 09:20 и в сопровождении 12 автомобилей прибывает в Гянджу в 12:15. Военный совет использует вертолёты для поиска сбежавшего президента, в то время как Тенгиз Китовани распространяет ложные слухи о захвате Гамсахурдии властями Азербайджана. Эти слухи вскоре опровергнуты Министерством обороны Военного совета. Хотя некоторые сообщения показывают, что изгнанные грузины пытались добраться до Баку, прежде чем пересечь российскую границу в Дагестане, Гамсахурдия попадает в армянский город Иджеван на севере Армении со 150 последователями. Вечером Китовани и Сигуа подписывают заявление о падении «диктатуры», несколько солдат празднуют на ступенях павшего парламента.
В Тбилиси полностью разрушен центр города. Министерство связи, гостиница Тбилиси, Национальная художественная галерея, кинотеатр на проспекте Руставели и другие национальные символы разрушены, а Дом художников полон пулевых отверстий. В нём даже была невзорвавшаяся ракета. Сам проспект Руставели заполнен разбитыми окнами, поваленными деревьями и сгоревшими автомобилями. Мост Метехи, главный пункт сообщения между двумя берегами реки Мтквари, был подожжён солдатами Мхедриони.
Эдуард Шеварднадзе, бывший коммунистический лидер Грузии и последний министр иностранных дел Советского Союза, объявляет о своём намерении вернуться в Грузию, чтобы помочь Военному совету, и, по словам американского геополитического аналитика Томаса Фридмана, «администрация Джорджа Буша-старшего не знала, что сказать, и поэтому ничего не сказала.» По официальным оценкам, в конце конфликта погибло 90 человек, были сотни раненых. Современные источники в МВД показывают, что общее число погибших составляет 113 человек.

## В бункере

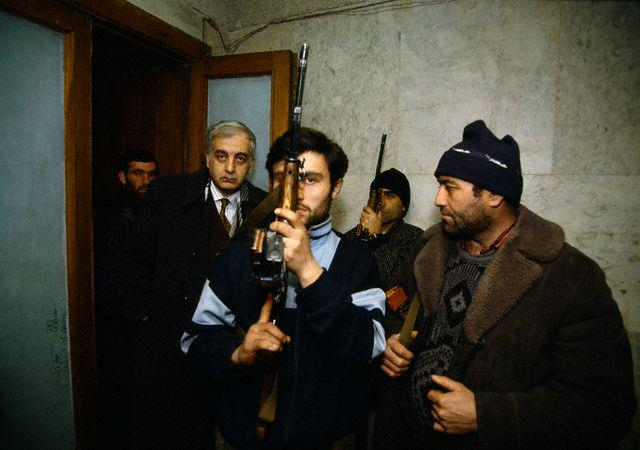
Гамсахурдия и его охрана в бункере.

Во время переворота правительство Звиада Гамсахурдии продолжало собираться внутри бункера. Присутствовал почти весь кабинет министров, а также большинство депутатов парламента. Последний продолжает функционировать официально, несмотря на отсутствие его председателя Акакия Асатиани. 2 января присутствующие члены голосуют за то, чтобы потребовать присутствия Асатиани в бункере, давая ему крайний срок до 11:00 4 января. Асатиани это требование проигнорировал и попросил Гамсахурдию об отставке.
Внутри бункера условия были плачевными. Один из бойцов охарактеризовал бункер во время конфликта как «место антисанитарии». Чтобы предотвратить распространение дизентерии, солдатам регулярно давали коктейль из лекарств. Питание описывается как «плохое». В связи с ухудшением санитарных условий в бункере скапливались трупы убитых солдат, а после побега Гамсахурдии Военный совет обнаружил комнату с десятками трупов.
В этих условиях некоторые свидетели отмечают, что личность Звиада Гамсахурдии резко изменилась. Мурман Оманидзе, министр иностранных дел, охарактеризовал его как «отстранённого от всего из-за огромного стресса, который обрушился на его плечи». Президент авторитарно руководил бункером и организовывал сеансы пыток против заключенных оппозиционеров. Позже некоторые жертвы свидетельствуют о методах пыток, применявшихся партизанами Гамсахурдии, включая жестокие избиения, электрошок и подвешивание за кандалы. Заключённые содержались в камерах, созданных специально для конфликта, и находились под наблюдением министра торговли.
Военный совет утверждает, что после переворота внутри бункера были казнены двое заключённых, но это утверждение никогда не было подтверждено международной прессой. 3 января Тенгиз Китовани утверждает, что у него есть видео, доказывающее, что дети из местного детского дома были насильно увезены в бункер, чтобы служить заложниками и предотвратить любые насильственные нападения со стороны оппозиции. Это утверждение опровергалось Гамсахурдией.

## Последствия для города

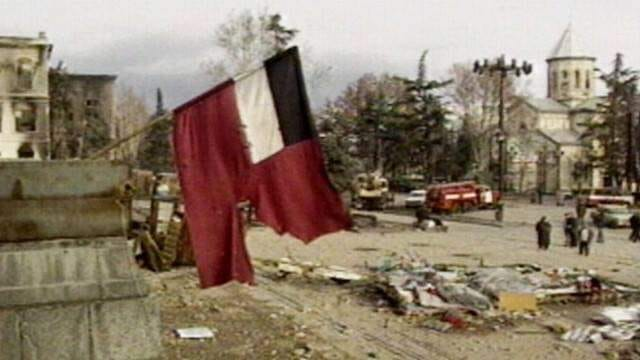
Вид проспекта Руставели после конфликта.

Тбилиси, второй по населению город Кавказа, сильно пострадал во время переворота. Согласно показаниям Мурмана Оманидзе и освещению российскими СМИ, в центре города в ходе боевых действий были разрушены 80 % зданий, что привело к большому количеству беженцев. Красный Крест установил станцию в гостинице «Иберия», менее чем в 900 метрах от здания парламента. Была сформирована добровольческая служба спасения под названием «Сантели» (სანთელი, «свеча») для помощи мирным жителям, пострадавшим от конфликта. Значительно возрос уровень преступности: в течение двухнедельного конфликта произошло большое количество грабежей и угонов автомобилей. В некоторых случаях вооружённые люди создавали блокпосты и заставляли водителей опорожнять бензобаки. Более того, Военный совет утверждает, что банды вооруженных партизан Гамсахурдии терроризировали население, что не смогла подтвердить российская газета «Постфактум».
2 января военным губернатором Тбилиси назначен Гия Каркарашвили, он отвечал за сохранение мира в столице. C 00:00 3 января начал действовать режим чрезвычайного положения. Каркарашвили формирует милицию для патрулирования улиц до того, как государственная полиция, нейтральная в течение первой половины конфликта, 5 января начнёт действовать после назначения Военным советом популярного начальника полиции Романа Гванцадзе министром внутренних дел.
Милиция Каркарашвили навязывает населению строгие правила. Комендантский час запрещал выходить на улицу в ночное время, в то время как объявленное Военным советом чрезвычайное положение разрешало военизированным группам арестовывать всех, кто идёт по улице для проверки документов, удостоверяющих личность и для дачи показаний — являются они сторонниками Гамсахурдии или нет. Только жителям Тбилиси во время конфликта разрешено оставаться в городе более 24 часов, другим выдавалось однодневное разрешение на посещение города.
Также в значительной степени пострадали предприятия и бизнес, оказывающие ежедневные услуги. В то время как метро продолжало нормально функционировать, другие виды общественного транспорта не работали. Экономический кризис сильно повлиял на Тбилиси, поскольку торговые центры закрывались, а рынки теряли поставки из сельской местности. Кроме того, несколько кварталов пострадали от дефицита электроэнергии. Аэропорт Тбилиси был заминирован.
Телефонные линии, прерванные Министерством связи сразу же после переворота, 4 января были восстановлены Военным советом. В это время перестают печататься газеты из-за опасений нападений сторонников Гамсахурдии. Также закрыты почтовые отделения и телеграфные станции.
9 января премьер-министр Военного совета Тенгиз Сигуа провёл пресс-конференцию, на которой подробно описал общий ущерб, нанесенный государственным переворотом. По его словам, в общей сложности сгорело 10 тысяч квадратных метров жилья, в результате чего без крова остались 252 семьи (739 человек). Две гостиницы, два санатория и несколько государственных дач за пределами Тбилиси были выделены в качестве временного жилья. Общая стоимость ущерба оценивалась в размере от 500 миллионов до 1 миллиарда рублей.

## После переворота

### Продолжение борьбы

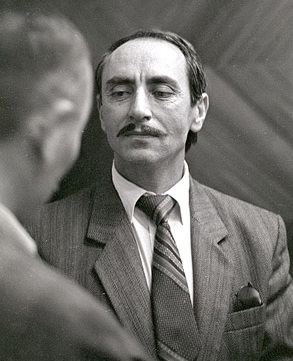
Президент Ичкерии Джохар Дудаев приглашал Гамсахурдию в Грозный.

7 января Звиад Гамсахурдия объявляет, что его правительство находится в изгнании, настаивая на том, что его легитимность остается в силе и переворот не может быть признан международным сообществом. Однако это утверждение вскоре отклоняется Военным советом, чей юрисконсульт Рон Миграули пишет статью для ежедневной газеты «Свободная Грузия», утверждая, что вооружённая революция против диктатуры, даже если она будет избрана и признана международным сообществом, законна в соответствии с международным правом.
Чтобы продемонстрировать свою поддержку свергнутому президенту, в тот же день на улицах Тбилиси проходят демонстрации в несколько сотен человек, игнорируя указы Военного совета. Джаба Иоселиани приказывает своим войскам запугать толпу, стреляя холостыми, разогнав демонстрацию и ранив двоих. Несколько волонтёров в Тбилиси и Мингрелии, родном регионе Гамсахурдии, начинают организовывать и вербовать вооружённую поддержку для планирования контрреволюции.
Вахтанг Размадзе, прокурор, назначенный Военным советом, направляет делегацию в составе Александра Касвадзе, Георгия Шенгелии, заместителя прокурора Реваза Кипиани и заместителя министра внутренних дел Гиви Кванталиани в Армению для переговоров о мирном возвращении изгнанного президента в Грузию, предлагая обещание свободы в обмен на прекращение его президентских претензий. Предложение было отклонено Гамсахурдией. 13 января вторая делегация под председательством Эльдара Шенгелии, в состав которой входили Чабуа Амиреджиби, Григол Лордкипанидзе, Георгий Хаиндрава, Вахтанг Кикабидзе и Риваз Кипиани, отправятся в Ереван для встречи с президентом Армении Левоном Тер-Петросяном и председателем Верховного Совета Бабкеном Араркцяном. Однако армяне отказались экстрадировать Гамсахурдию. Лордкипанидзе, один из грузинских делегатов, пишет письмо, подписанное десятком представителей тбилисской интеллигенции, с просьбой о солидарности со стороны армянской интеллигенции.
В тот же день Звиад Гамсахурдия и его семья садятся на частный самолёт с грузинским пилотом и вылетают из Армении в Грозный, столицу Ичкерии, президент которой Джохар Дудаев по-прежнему признавал легитимность правительства в изгнании. Два истребителя, присланные Военным советом, пытались сбить самолёт, но безуспешно.

### Последствия

#### Смена власти

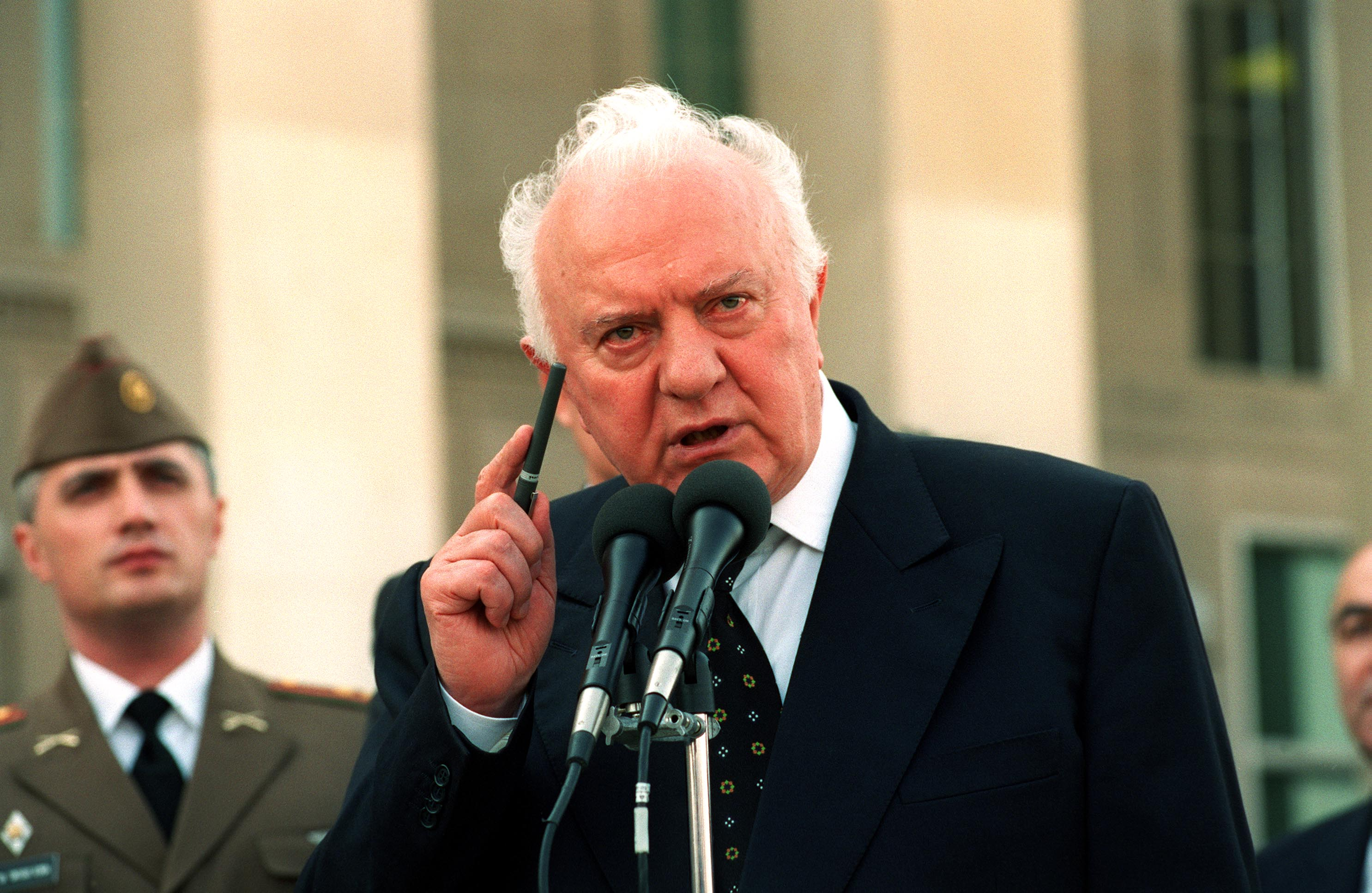
Эдуард Шеварднадзе стал главой грузинского государства уже в марте 1992 года.

Помимо разрушения центральной части Тбилиси и гибели более ста человек, последствия гражданского конфликта декабря 1991 года — января 1992 года будут ощущаться на протяжении 1990-х годов. Военный совет, находящийся у власти в Тбилиси ещё два месяца, создаёт авторитарный и военный режим по всей стране до прибытия Эдуарда Шеварднадзе в марте. Последний, который уже заявил о своей поддержке оппозиции и своём предложении прийти на помощь Грузии с 5 января, становится новым главой государства и должен потратить несколько лет, чтобы установить свою центральную власть, столкнувшись с милитаристскими амбициями как Тенгиза Китовани, так и Джабы Иоселиани. Только в 1995 году проводятся следующие президентские выборы, которые официально закрепляют руководство Шеварднадзе.

#### Гражданская война
Уход Гамсахурдии знаменует собой лишь начало гражданской войны, которая погрузила Грузию в хаос до 1994 года. Через несколько месяцев[когда?] Гамсахурдия возвращается в Грузию через Абхазию, разбив лагерь в Зугдиди, региональной столице Мингрелии. Изгнав силы нового центрального правительства, Гамсахурдия и его сторонники, которых называют «звиадистами», создают оппозиционное правительство в Западной Грузии, втягивая Мингрелию в гражданскую войну до гибели Гамсахурдии 31 декабря 1993 года. На протяжении 1990-х годов Мингрелия станет объектом жестоких политических преследований, организованных милицией Мхедриони для борьбы с оставшимися звиадистами.

#### Поражение в Южной Осетии
Ещё более прямое следствие — ситуация, сложившаяся в Южной Осетии во время конфликта. Пока в регионе идёт война против осетинского меньшинства, переворот даёт повстанцам возможность укрепить свои позиции. 4 января Тенгиз Эпиташвили, представитель президента в Южной Осетии, присоединяется к Военному совету и обязуется сохранить свои последние бастионы Национальной гвардии на месте, чтобы защищать грузинские территории; но в тот же день лидеры оппозиции предлагают сепаратистам прекращение огня и мирное предложение. В знак доброй воли Китовани и Иоселиани освободили Тореза Кулумбегова, бывшего советского лидера Юго-Осетинской автономной области, заключенного Гамсахурдией в тюрьму во время начала восстания осетин 5 января.
Однако осетины игнорируют это, и самопровозглашенный Верховный Совет Южной Осетии объявляет о всеобщей мобилизации всех мужчин в возрасте от 18 до 60 лет, чтобы использовать неудачу Грузии в своих интересах. 5 января сформирован комитет обороны из десяти мобильных подразделений для защиты Цхинвали и нападения на грузинские позиции. Знаур Гассиев, возглавляющий Южную Осетию во время отсутствия Кулумбегова, предсказывает, что «если победит этот злой Гамсахурдия, наш народ должен будет сражаться до конца, если Россия нас не признает. И нам придется погибнуть, потому что мы не оставим наши земли, и Гамсахурдия не даст нам здесь жить».
Той зимой осетины захватили весь Цхинвали и несколько деревень. Победа сепаратистов будет подтверждена во время прекращения огня, подписанного Шеварднадзе в июне 1992 года. На сегодняшний день Южная Осетия остается под контролем сепаратистов, хотя размежевание грузин и осетин, начавшееся в 1990-х годах в ответ на лозунг «Грузия для грузин», продолжается. Слова З. Гамсахурдия о том, что негрузины не имеют права иметь в семьях больше одного ребёнка вызвали возмущение. Роин Агрба, абхазский журналист, отмечает, что независимость Абхазии и Осетии не связана с «кремлёвским проектом», корни конфликта находятся в независимых сегодня республиках и в Грузии, а их независимость — это «продукт чаяния нескольких поколений…».

## Анализ

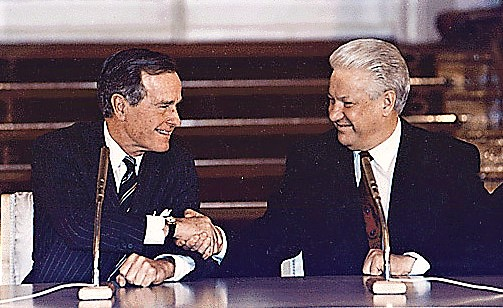
Джордж Г. У. Буш (слева) и Борис Ельцин (справа)

Тбилисская война остаётся тяжелым воспоминанием для большей части населения столицы. Об уничтожении проспекта Руставели свидетельствуют следующие слова, сказанные гражданским лицом в специальном репортаже The New York Times:
Вы должны понимать, Руставели был тем местом, где мы играли в салки со школы, где мы водили девушек на прогулки. Это было сердце Тбилиси. Мы видели сцены по телевизору, но понятия не имели, что всё так плохо.
Серж Шмеман, освещавший постсоветский мир для «Нью-Йорк Таймс», рассказывает о грузинской трагедии, которая столкнула «грузинских национальных героев с грузинскими национальными героями». Томас Фридман, американский геополитический журналист, говорит о государственном перевороте как о начале решительных изменений в интервенционистской политике Соединенных Штатов после распада СССР:
Государственный переворот лежит в основе следующей большой дискуссии о внешней политике Америки… Вопрос в том, издеваются ли эти новые демократы над собой или над нами? Ясно, что администрация Джорджа Буша раскусила Гамсахурдию.
Реакция Америки на путч шокировала нескольких грузин, которые были убеждены, что США представляют собой геополитическую альтернативу России. Однако вскоре становится ясно, что Вашингтон видит в ельцинской России потенциального союзника в новом постсоветском мире. По этой причине госсекретарь США Джеймс Бейкер, который часто критиковал нарушения прав человека, совершенные Гамсахурдией, игнорировал те же нарушения, совершенные при Эдуарде Шеварднадзе, даже поддерживая и консультируя его президентство.
Мурман Оманидзе, министр иностранных дел Гамсахурдии, бежавший из Тбилиси после обвинения в государственной измене во время восстания, уже находясь в Москве, приводит свой вариант анализа и говорит, что переворот не являлся конфликтом между правительством и его оппозицией, а скорее происходил между разными фракциями одной и той же партии:
Распространенная версия о конфликте между оппозицией и партизанами президента Грузии неверна. Битва идет между членами коалиции на вершине Республики… Десятки истинно оппозиционных партий не участвуют в конфликте и предпочитают подождать, прежде чем высказаться по этому поводу.
11 марта 2005 года парламент Грузии принял постановление, в котором события 1991—1992 годов были названы «насильственным и антиконституционным военным переворотом». В 2008 году президент Грузии Михаил Саакашвили обвинил Тенгиза Китовани в том, что он действовал в качестве российского «агента» во время гражданского конфликта.

## Сноски и примечания

### Сноски
1. ↑  В последние дни переворота оппозиция санкционирует побег правительственных войск перед тем, как нанести последний штурм здания парламента.
2. ↑  Референдум о независимости Южной Осетии организован 19 января 1992 года, грузинские власти не вмешались.
3. ↑  Республика Южная Осетия признана только Россией, Никарагуа, Венесуэлой, Науру и Сирией.